# Hostages (pel·lícula de 1943)
Hostages és una pel·lícula de guerra estatunidenca produïda per Paramount Pictures i estrenada el 1943. Va ser dirigida per Frank Tuttle a partir d'un guió de Frank Butler i Lester Cole basats en la novel·la homònima de Stefan Heym de 1942. La pel·lícula és protagonitzada per Luise Rainer, Arturo de Córdova, William Bendix i Paul Lukas i compta amb Katina Paxinou i Oskar Homolka.

## Argument
Un grup de 26 ciutadans de Txecoslovàquia són empresonats com a ostatges per la Gestapo acusats del suposat assassinat d'un oficial nazi qui en realitat es va suïcidar. Entre els ostatges hi ha el líder del moviment de resistència clandestina (William Bendix), la coberta del qual és la d'un encarregat de lavabo aparentment ignorant al club nocturn on la víctima va ser vista per última vegada amb vida.

## Repartiment
- Luise Rainer com a Milada Pressinger
- Arturo de Córdova com a Paul Breda
- William Bendix com a líder clandestí
- Paul Lukas com a Rheinhardt
- Katina Paxinou com a Maria
- Oskar Homolka com a Lev Pressinger
- Reinhold Schünzel com a Kurt Daluege
- Frederick Gierrman com el capità Patzer
- Roland Varno com a Jan Pavel
- Felix Basch com el Dr. Wallerstein
- John Mylong com a Proskosch
- Hans Conried com el tinent Glasenapp
- Steven Geray com a Mueller[3]

## Producció
Hostages va utilitzar d'arxiu de Praga que es van rodar originalment sis anys abans per a la pel·lícula La vuitena dona de Barvablava. Originalment Erich von Stroheim havia d'interpretar el paper de "Rheinhardt", però es va haver de retirar per filmar Five Graves to Cairo de Paramount.